# 陀罗尼因陀罗跋摩一世
陀罗尼因陀罗跋摩一世（Dharanindravarman I） 柬埔寨吴哥王朝国王（1107年 - 1113年在位）。阇耶跋摩六世的哥哥，后被他的侄孙苏利耶跋摩二世所杀，铭文中说苏利耶跋摩二世“他的军队在战场上如海洋一般，他发动了一场可怕的战争”，“跳跃上坐在大象头的敌人的国王，他杀了他，就像迦樓羅神鳥(garuda)在山边杀了一条蛇。”